# گوئن رابینسون اوسامب
گوئن رابینسون اوسامب (۲۵ سپتامبر ۱۹۱۵ – ۱۶ ژانویه ۲۰۰۳) یک سیاستمدار و فعال اجتماعی آمریکایی بود. او در سال ۱۹۶۷، نخستین زنی شد که به شورای شهر ممفیس، تنسی، ایالات متحده انتخاب شد. میراث او به چالش کشیدن «موانع سیاسی، اجتماعی و نژادی با جایگاه خود به‌عنوان یک جمهوری‌خواه زن سفیدپوست» در جنوب ایالات متحده بازمی‌گردد. در جریان اعتصاب کارگران خدمات شهری ممفیس در سال ۱۹۶۸، او به چهره‌ای برجسته در سطح محلی تبدیل شد.

## اوایل زندگی و تحصیلات
گوئندولین ون کورت رابینسون در ۲۵ سپتامبر ۱۹۱۵ در مارشال، میشیگان به دنیا آمد. والدین او کاترین ون کورت (پریچارت) رابینسون و کارل آرنولد رابینسون بودند. پدرش وکیل بود و به‌عنوان یک دموکرات به مدت ۱۵ سال در قوه مقننه ایالت میشیگان خدمت کرد. خانواده‌اش ابتدا به شیکاگو و سپس به شمال فلوریدا مهاجرت کردند و در دوران رکود بزرگ در نهایت در سال ۱۹۳۰، زمانی که او ۱۵ ساله بود، در ممفیس مستقر شدند. او در سال ۱۹۳۲ از مدرسه اسقفی سنت مری فارغ‌التحصیل شد، اما به دلیل مشکلات مالی خانواده‌اش، در ابتدا نتوانست به کالج برود. او سرانجام در دانشگاه ساوت‌وسترن (که بعداً به کالج رودز تغییر نام داد) شیمی خواند و در سال ۱۹۳۷ مدرک خود را دریافت کرد.

## فعالیت سیاسی
علاقه اوسامب به سیاست از حرفه پدرش در میشیگان نشأت می‌گرفت. در سال ۱۹۵۶، او به‌عنوان نامزد جمهوری‌خواه برای مجمع عمومی تنسی نامزد شد، اما در این رقابت ناکام ماند.
در سال ۱۹۶۷، اوسامب نخستین زنی شد که به شورای شهر ممفیس انتخاب شد. دو ماه پس از آغاز نخستین دوره‌اش، او به چهره‌ای برجسته در اعتصاب کارگران خدمات شهری ممفیس در سال ۱۹۶۸ تبدیل شد. اوسامب در موقعیتی نامطلوب قرار داشت؛ او رابط شورا با شهردار هنری لوب بود، فردی که او را متهم به مانع‌تراشی در روند حل اعتصاب می‌کرد. اوسامب از نظر اصولی مخالف اتحادیه‌های کارگری شهری بود و با اعتصاب نیز مخالفت داشت. با این حال، او درک می‌کرد که این اعتصاب نابرابری اقتصادی میان آمریکایی‌های آفریقایی‌تبار را تشدید کرده و در تلاش برای یافتن راه‌حلی سازش‌کارانه بود، از جمله پیشنهاد افزایش فوری دستمزد. با افزایش خشونت پلیس در طول بحران، دیدگاه‌های او بیش‌ازپیش به سمت حمایت از اعتصاب‌کنندگان تغییر یافت.
در سال ۱۹۷۰، شورا او را به‌عنوان رئیس انتخاب کرد، سمتی که تا سال ۱۹۷۵ در اختیار داشت. در کنار بحران اعتصاب کارگران خدمات شهری، دوران پرتلاطم حضور او در شورا شامل ترور مارتین لوتر کینگ جونیور، تنش‌های ناشی از ادغام نژادی در شهر، و افزایش مشارکت زنان در سیاست بود. اوسامب در سال ۱۹۷۵ به‌عنوان نخستین مدیر اداره مسکن و توسعه شهری ممفیس منصوب شد و تا سال ۱۹۸۱ در این سمت باقی ماند.
او در بازنگری به دوران فعالیت سیاسی خود، خود را «میانه‌رو» توصیف می‌کرد که نماینده تمام مردم بود و افتخار می‌کرد که توانسته بود اکثریت آرای همه حوزه‌های انتخاباتی را به‌دست‌آورد، ازجمله در مناطق عمدتاً سفیدپوست و سیاه‌پوست شهر.

## زندگی شخصی
گوئن رابینسون در سال ۱۹۳۷ با ولز اوسامب، پسر جرج اوسامب، معمار برجسته نروژی-آمریکایی، ازدواج کرد. آن‌ها صاحب سه فرزند به نام‌های جرج، کارل و هلن کاترین شدند. گوئن اوسامب در ۱۶ ژانویه ۲۰۰۳ در ممفیس، تنسی درگذشت.

## میراث
در ستون ویژه‌ای از دیلی ممفین که به مناسبت دویستمین سالگرد شهر منتشر شد، اوسامب در فهرست ۲۰۰ شخصیت تاریخی مهمی که «باید آن‌ها را بشناسید» قرار گرفت. در سال ۱۹۹۶، مدرسه اسقفی سنت مری جایزه فارغ‌التحصیلان برجسته خود را به او اعطا کرد. مجموعه‌ای از اسناد و مدارک تاریخی او در کتابخانه عمومی ممفیس نگهداری می‌شود که در آن از او به‌عنوان فردی با «میراثی خارق‌العاده» یاد شده است. پس از درگذشت او در سال ۲۰۰۳، مجمع عمومی تنسی قطعنامه‌ای را در گرامیداشت خدمات او به شهر ممفیس و دوران حضورش در شورا و ریاست آن تصویب کرد.